# تجمع التفتف (رماة)

تعديل مصدري - تعديل

تجمع التفتف هو "تجمع بدوي" في عزلة رماة بمديرية رماة التابعة لمحافظة حضرموت، بلغ تعداد سكانها 83 نسمة حسب تعداد اليمن لعام 2004.